# Barbara Nichols
Barbara Nichols (n. 10 decembrie 1928, Mineola⁠(d), New York, SUA – d. 5 octombrie 1976, Hollywood, California, SUA) a fost o actriță americană de film.

## Filmografie
- 1954 Fluviul fară întoarcere (River of No Return), regia Otto Preminger
- 1956 The King and Four Queens'
- 1957 Gustul dulce al succesului (Sweet Smell of Success), regia Alexander Mackendrick
- 1957 The Pajama Game
- 1957 Pal Joey, regia George Sidney
- 1958 The Naked and the Dead
- 1968 The Power